# Brno
Brno (/ˈbr̩no/ⓘ; en alemán: Brünn, pronunciado /bʁʏn/ⓘ) es la segunda ciudad más grande de la República Checa por población y superficie, y la más grande de Moravia, además de ser la capital judicial del país. Capital histórica del Margraviato de Moravia, Brno es el centro administrativo de la Región de Moravia Meridional en la que forma un distrito separado (Distrito de Brno-město). La ciudad se encuentra situada en el sureste del país, a 40 km de Austria y a 60 km de Eslovaquia, en la confluencia de los ríos Svitava y Svratka y tiene alrededor de 400 000 habitantes; su área metropolitana acoge a más de 800 000 personas, mientras que su zona urbana más grande tenía una población de alrededor de 730 000 habitantes en 2004.
Brno es la sede de la autoridad judicial de la República Checa, sede del Tribunal Constitucional, el Tribunal Supremo, el Tribunal Administrativo Supremo y la Oficina del Fiscal Supremo. La ciudad es también un centro administrativo importante. Es la sede de una serie de autoridades estatales, incluido el Defensor del Pueblo y la Oficina para la Protección de la Competencia. Brno es también un importante centro de educación superior, con 33 facultades pertenecientes a trece institutos de educación superior y alrededor de 89 000 estudiantes.
Los lugares más visitados de la ciudad incluyen el castillo y la fortaleza de Špilberk y la Catedral de San Pedro y San Pablo en la colina Petrov, dos edificios medievales que dominan el paisaje urbano y que a menudo se representan como sus símbolos tradicionales. El otro gran castillo conservado cerca de la ciudad es el Castillo Veveří junto al embalse de Brno. Este castillo dio pie a una serie de leyendas, al igual que muchos otros lugares en Brno. La ciudad se caracteriza por sus edificaciones de estilo funcionalista, siendo la Villa Tugendhat una de las más insignes que fue incluida en la lista de Patrimonio de la Humanidad de la Unesco. Uno de los lugares de interés natural cercano es el Karst de Moravia.

## Historia
Aunque los asentamientos en la cuenca de Brno remontan a los tiempos prehistóricos, la fecha oficial de fundación es 1243, cuando el rey de Bohemia concede privilegios a esta aldea, lo que le permite desarrollarse. En la segunda mitad del siglo XIII llegan colonos alemanes, flamencos y valones, y luego judíos.
A inicios del siglo XVI se integra en los territorios de los Habsburgo. A mediados de este siglo se inclina por la Reforma protestante (protestantismo). Para contrarrestarlo se instalan en la ciudad varias órdenes religiosas, entre ellas los jesuitas y los capuchinos. Como plaza fuerte, Brno se destacó por su exitosa resistencia contra los suecos en 1643 y 1645 en la guerra de los Treinta Años, así como contra los prusianos en 1742.
De los acontecimientos de 1645 se conserva una curiosa anécdota, cuyas consecuencias perduran hasta nuestros días. El general sueco que asediaba Brno, cansado ya por la prolongada contienda contra la ciudad, declaró que si no había vencido al mediodía abandonaría definitivamente. Esto hizo que sus soldados cobraran bríos y a media mañana la ciudad estaba a punto de rendirse. Entonces el campanero de la catedral de San Pedro y San Pablo hizo sonar las campanas del mediodía a las once. El general, fiel a su palabra cesó el combate y se retiró. Desde aquel día las campanas de la catedral vienen dando doce campanadas a las once de la mañana.
En el siglo XVIII Brno albergaba industria textil y de ingeniería. El ferrocarril llegó en 1839. Poco a poco pierde sus fortificaciones y en 1850 deciden formar parte de la ciudad 32 municipios limítrofes. Se convierte en uno de los principales centros industriales de Austria-Hungría al final del siglo XIX. Durante el siglo XIX, convivían pacíficamente checos y alemanes, tanto cristianos como también una importante minoría judía, en una multiculturalidad bilingüe predominantemente de habla alemana. El problema de los nacionalismos alemán y checo se agudiza a principios del siglo XX. La mayoría austríaca en el ayuntamiento finaliza en 1919. Al disolverse el Imperio austrohúngaro, como consecuencia de la Primera Guerra Mundial, Brno se queda en Checoslovaquia pese a que su población era mayoritariamente alemana, al estar rodeada de población checa. La Universidad Masaryk fue fundada en 1919 como segunda escuela superior con instrucción en lengua checa.

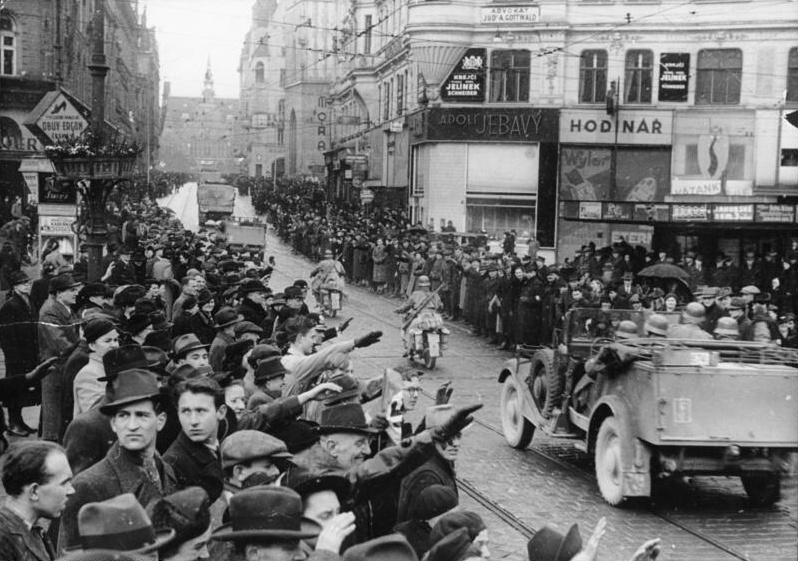
Tropas nazis entrando en la ciudad en marzo de 1939

La anexión de parte de Checoslovaquia por la Alemania nazi y las acciones de la Segunda Guerra Mundial provocan la expulsión de los habitantes de lengua alemana de la ciudad en 1945 y el cierre de la Universidad Técnica Alemana en Brno, como también otras instituciones germanoparlantes. No obstante, el dialecto local que permanece hasta la actualidad, el hantec, es una mezcla entre alemán, checo y yidis. 
En 1993, cuando se divide el país, Brno permanece en la República Checa, como capital de la región morava o Moravia, y sostiene una cierta rivalidad con Praga, capital de la región bohemia o Bohemia. En 2013 fue inaugurada en la ciudad la Torre AZ, el rascacielos de 111 m más alto de la República Checa. Todavía se conservan en Brno factorías del inicio de la revolución industrial, lo que le vale el apodo de Manchester checo.

## Monumentos y lugares de interés
El mayor atractivo para el visitante es sin duda el centro de la ciudad, limitado por la Estación Central (Hlavní nádraží), la Catedral, la Fortaleza Špilberk y la plaza de Moravia (Moravské náměstí), con centro en la plaza de la Libertad (náměstí Svobody). Toda ella es zona comercial.
Otro punto de interés turístico es la Villa Tugendhat, muestra única de la arquitectura funcionalista de la época de entreguerras, construida en 1929 por el arquitecto alemán Mies van der Rohe y declarada Patrimonio de la Humanidad por la Unesco en 2001.
En esta ciudad (plaza de Mendel = Mendlovo náměstí) se encuentra el monasterio de Staré Brno (Starobrněnský klášter), donde Gregor Mendel vivió y estudió desde 1843 y donde desarrolló sus importantes teorías genéticas, actualmente conocidas como leyes de Mendel. Al lado, durante la primavera y el verano es muy agradable una visita a la gran terraza de la fábrica de la mayor empresa cervecera de la ciudad: Starobrno, donde se pueden tomar cerveza y comidas.

El antiguo Ayuntamiento (Stará radnice), construido en el siglo XIII, es el edificio civil más antiguo de la villa. Destaca su alta torre. La primera mención es de 1343.

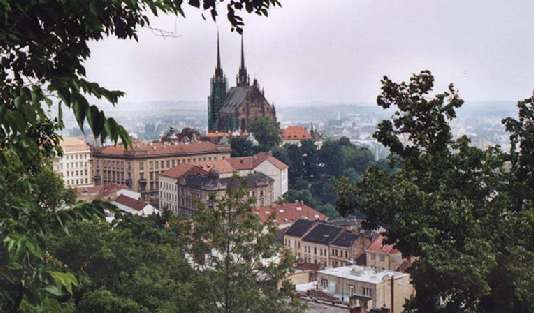
Vista de la Catedral de San Pedro y San Pablo (Petrov).

La catedral de los santos Pedro y Pablo, erigida sobre el emplazamiento de un antiguo castillo, domina la colina del Petrov. Se trata de un edificio de estilo gótico tardío del siglo XIII, construido sobre una cripta más antigua y renovado en estilo barroco en 1743-1746 después de que los suecos la incendiasen durante el sitio de 1645. La fachada y las torres se terminaron a principios del siglo XX. La iglesia de San Jaime es una de las más conservadas e imponentes de la ciudad en estilo gótico. Debajo de esta iglesia se encuentra el Osario de Brno, el segundo más grande de este tipo en Europa tras las catacumbas de París.

Frente a Petrov se encuentra la fortaleza de Špilberk, que domina la ciudad. Fue una prisión estatal, célebre por haber sido encerrados allí protagonistas del Risorgimento italiano. Cobró el mote entonces de la «prisión de las naciones». Allí estuvieron Piero Maroncelli, Federico Confalonieri o Silvio Pellico. La Gestapo usó la fortaleza durante la Segunda Guerra Mundial como centro de tortura. Este lugar de siniestra memoria expone hoy en día la historia de la villa y alberga el museo municipal.

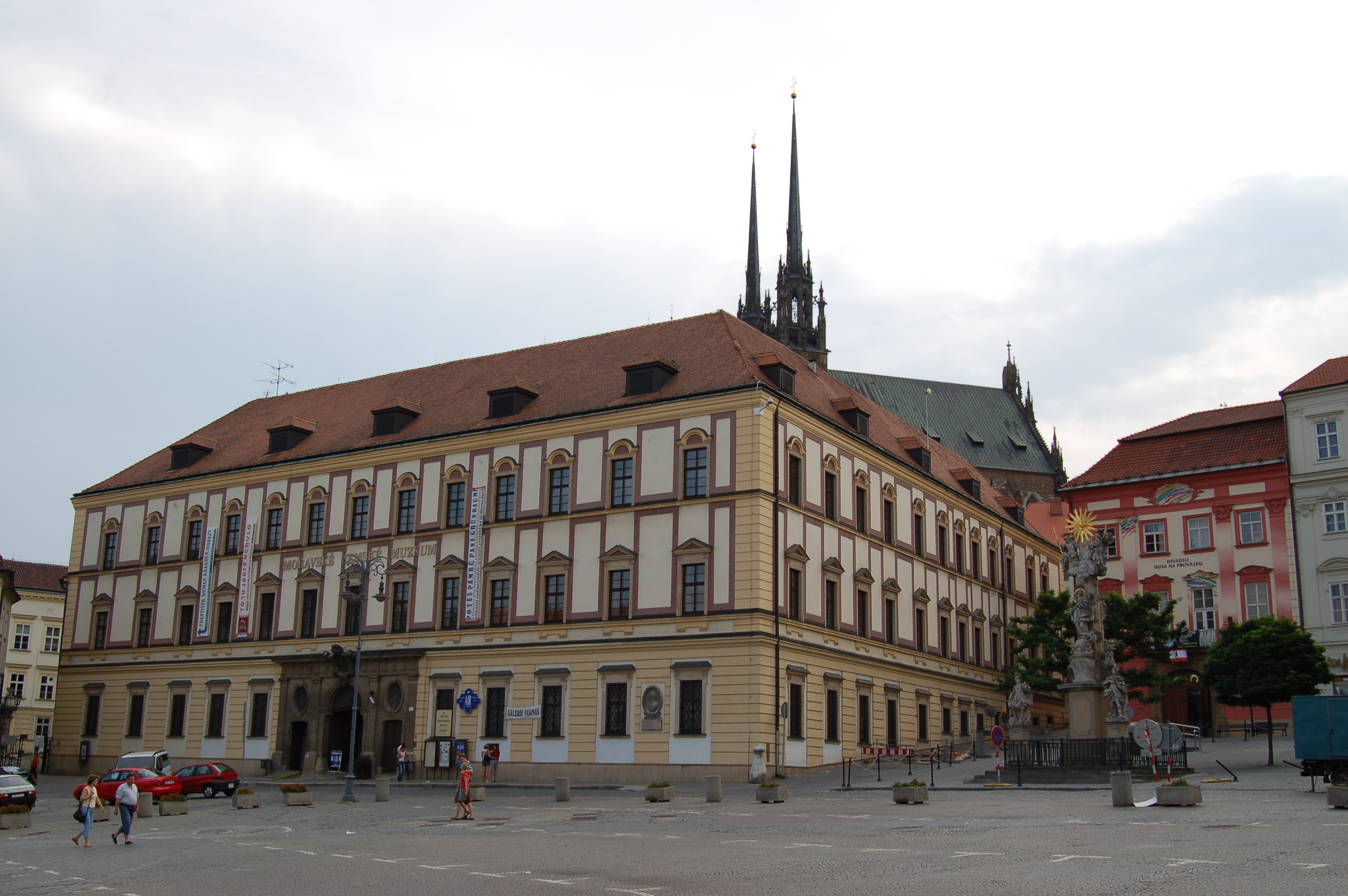
Palacio Dietrichstein, sede del Museo de Moravia.

Otro museo de Brno es la Galería Morava, en tres edificios del centro histórico. Del mismo modo, el Teatro Nacional de Brno consta de tres edificaciones: El Teatro Mahen, el primero europeo en contar con luz eléctrica; el Teatro Janáček, destinado principalmente a óperas y ballet; y el Teatro Reduta, el más antiguo de Europa Central. Un Gran Centro de Exposiciones de Brno (Brněnské výstaviště) está cerca de la plaza de Mendel y el río. Son continuas las exposiciones y congresos que allí se celebran. La Biblioteca Morava es la principal de la región y la segunda más grande en la República Checa.
El autódromo de Brno es el circuito de carreras más importante de la República Checa, y recibe cada año a numerosas categorías internacionales de automovilismo y motociclismo.

## Transporte

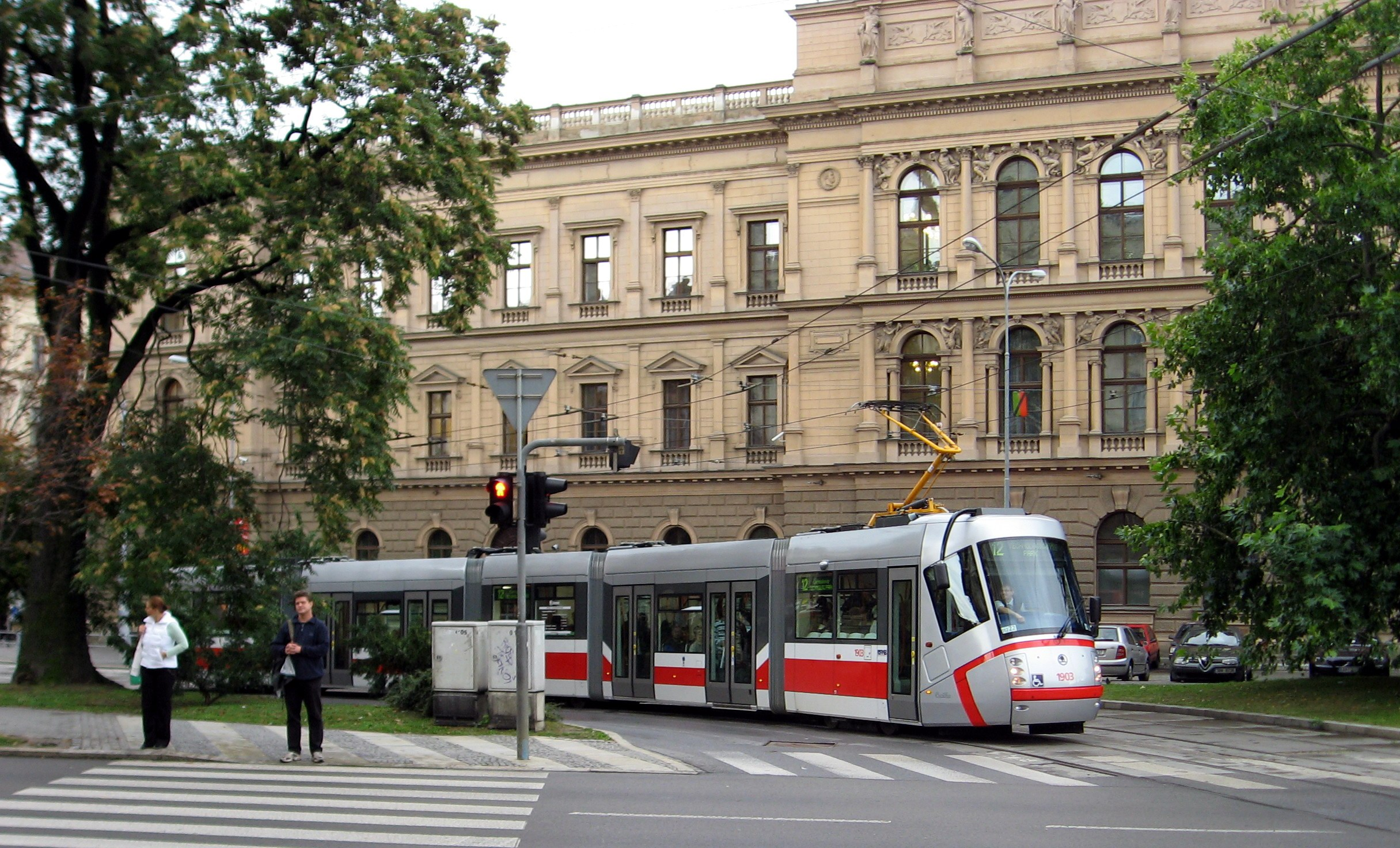
Tranvía circulando por las calles de Brno.

La ciudad es parte de un sistema interconectado de transporte público integrado para toda la región de Moravia Meridional. Cuenta con una red de 12 líneas de tranvías al interior de la ciudad y 13 líneas de trolebuses (la mayor de la República Checa), además de 40 líneas diurnas y 12 nocturnas de autobuses. La Estación Central de Brno es un importante punto de conexión ferroviaria nacional y hacia los países vecinos. En 1839 comenzó a operar la línea Brno-Viena, la primera ruta de ferrocarril del país. Asimismo, existe una ciclovía de 130 km de longitud que conecta la ciudad con Viena.
El aeropuerto de Brno-Tuřany, al sudeste de la ciudad, tenía (en 2021) vuelos regulares con Londres, Milán y Kiev, con otros destinos temporales estacionales; durante el verano principalmente a España y Grecia, y a Egipto durante el invierno.

## Deporte
- Zbrojovka Brno juega en la Liga Nacional de Fútbol de la República Checa y la Copa de la República Checa.
- Cuenta con el Automotodrom Brno (hasta 1994: Masarykův okruh, "circuito de Masaryk") es un autódromo de 5403 metros de extensión situado en Brno, República Checa. Su construcción se inició en 1985 y finalizó en 1987. El récord de vuelta de 1:55.799 lo realizó Jorge Lorenzo durante el Gran Premio de la República Checa de Motociclismo de 2012 con una Yamaha de MotoGP. También ha corrido la categoría de Superbikes de la FIM.

## Ciudades hermanadas
La ciudad de Brno se encuentra hermanada o mantiene acuerdos de amistad con las siguientes ciudades:
- Dallas (Estados Unidos)
- Leeds (Reino Unido)
- Rennes (Francia)
- Utrecht (Países Bajos)
- Kaunas (Lituania)
- Leipzig (Alemania)[19]
- Sankt Pölten (Austria)
- Viena (Austria)
- Járkov (Ucrania)
- Poznań (Polonia)[20]
- Stuttgart (Alemania)[21]
- Vorónezh (Rusia)

## Galería

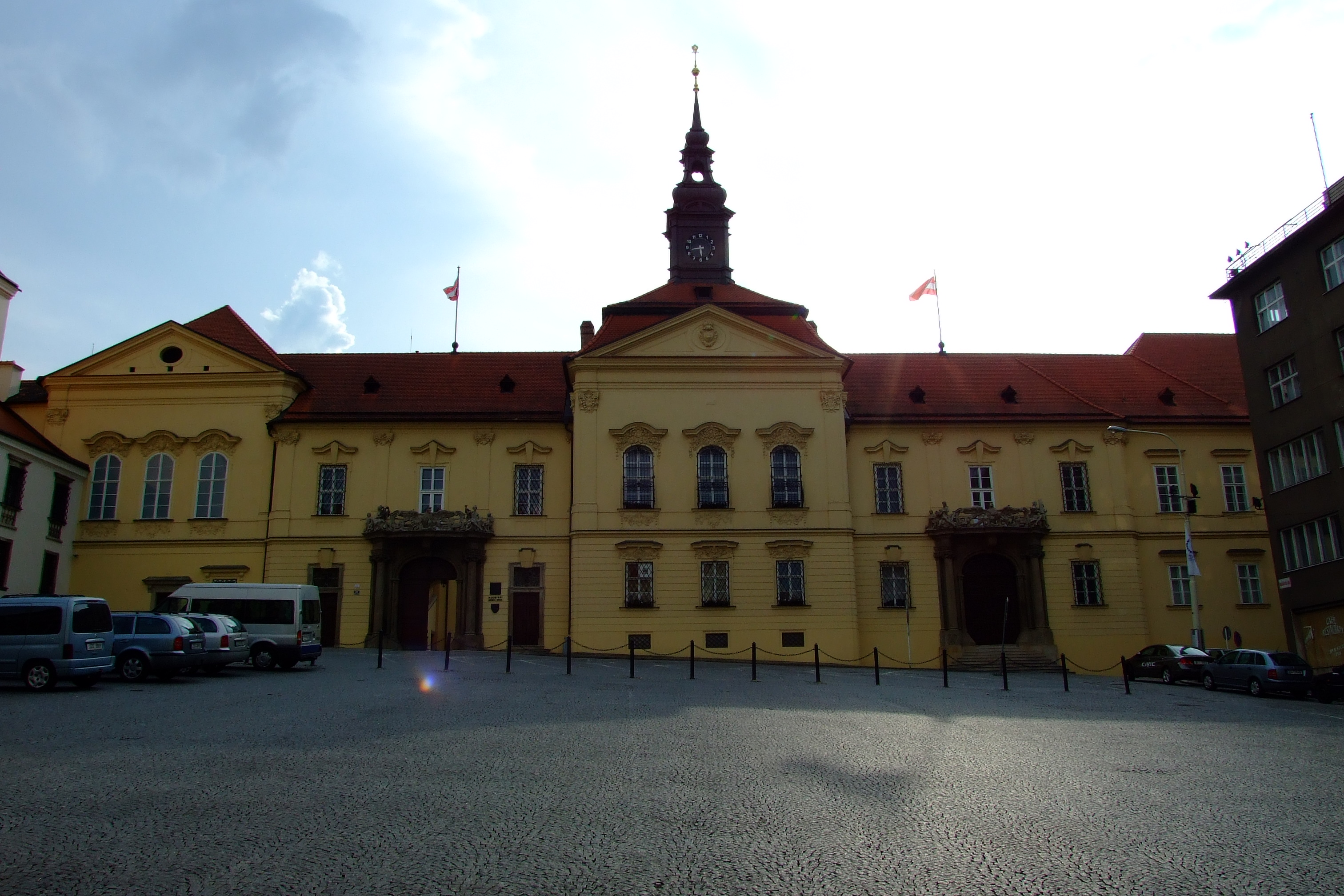
Nuevo Ayuntamiento.
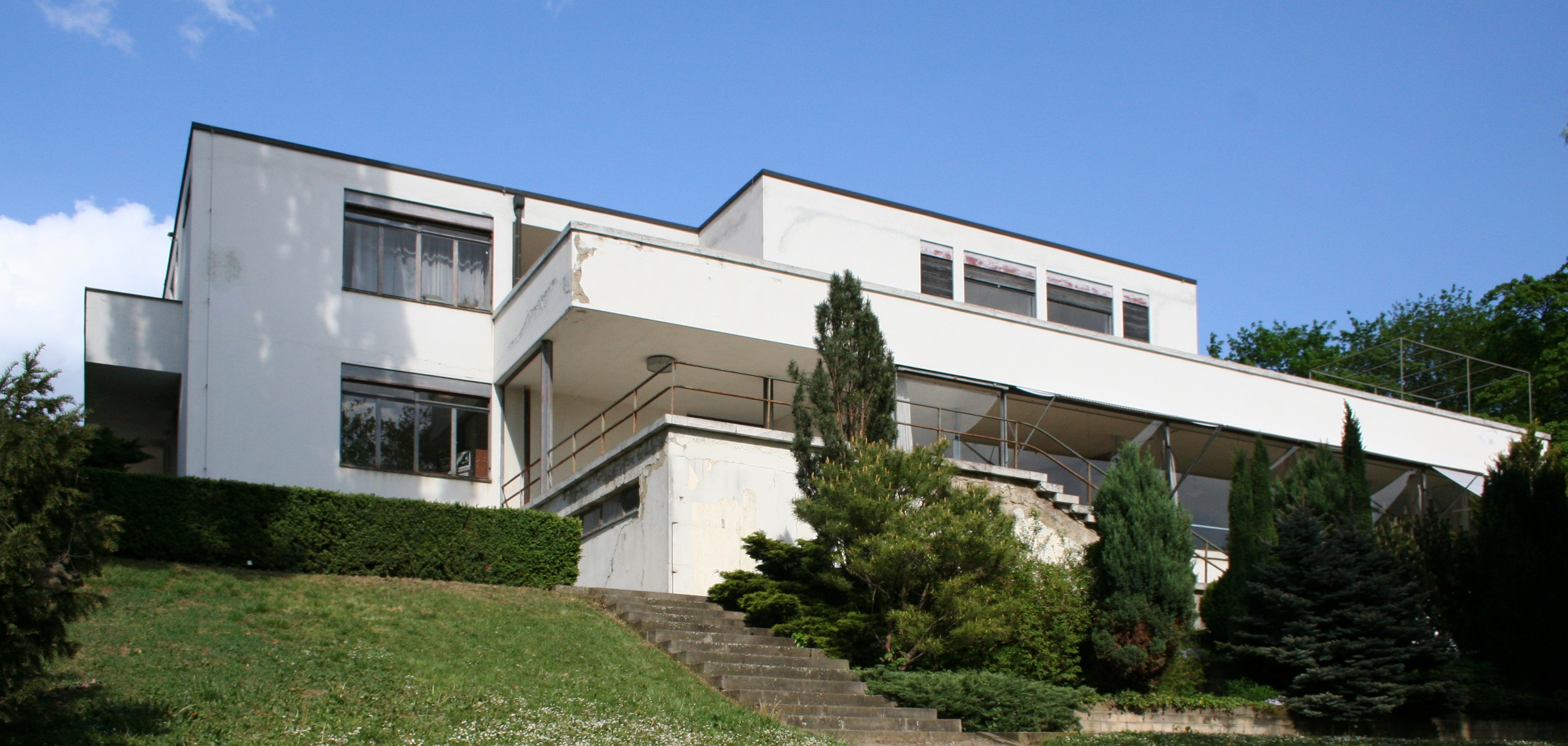
Villa Tugendhat.
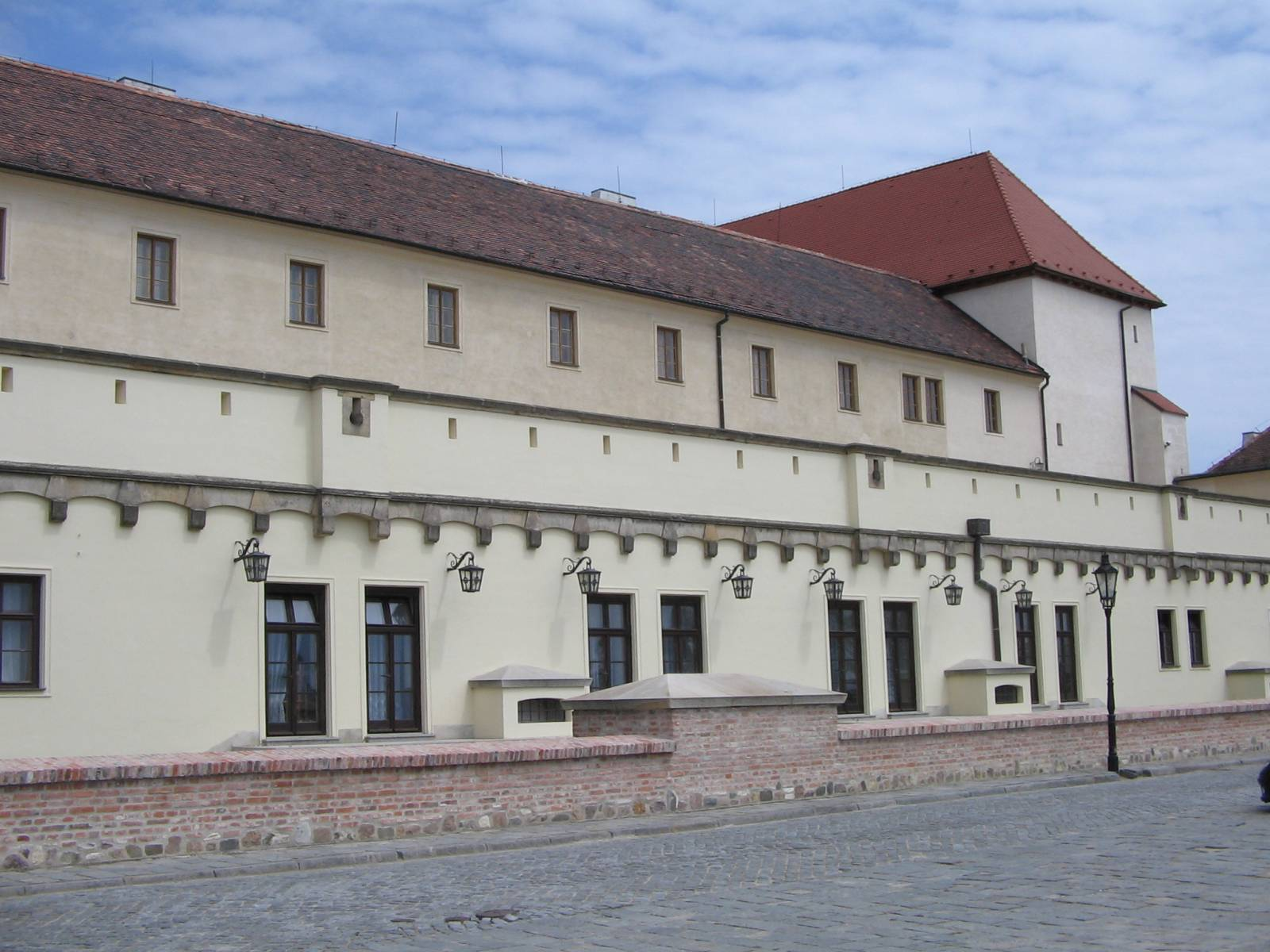
Vista de la fortaleza de Špilberk.
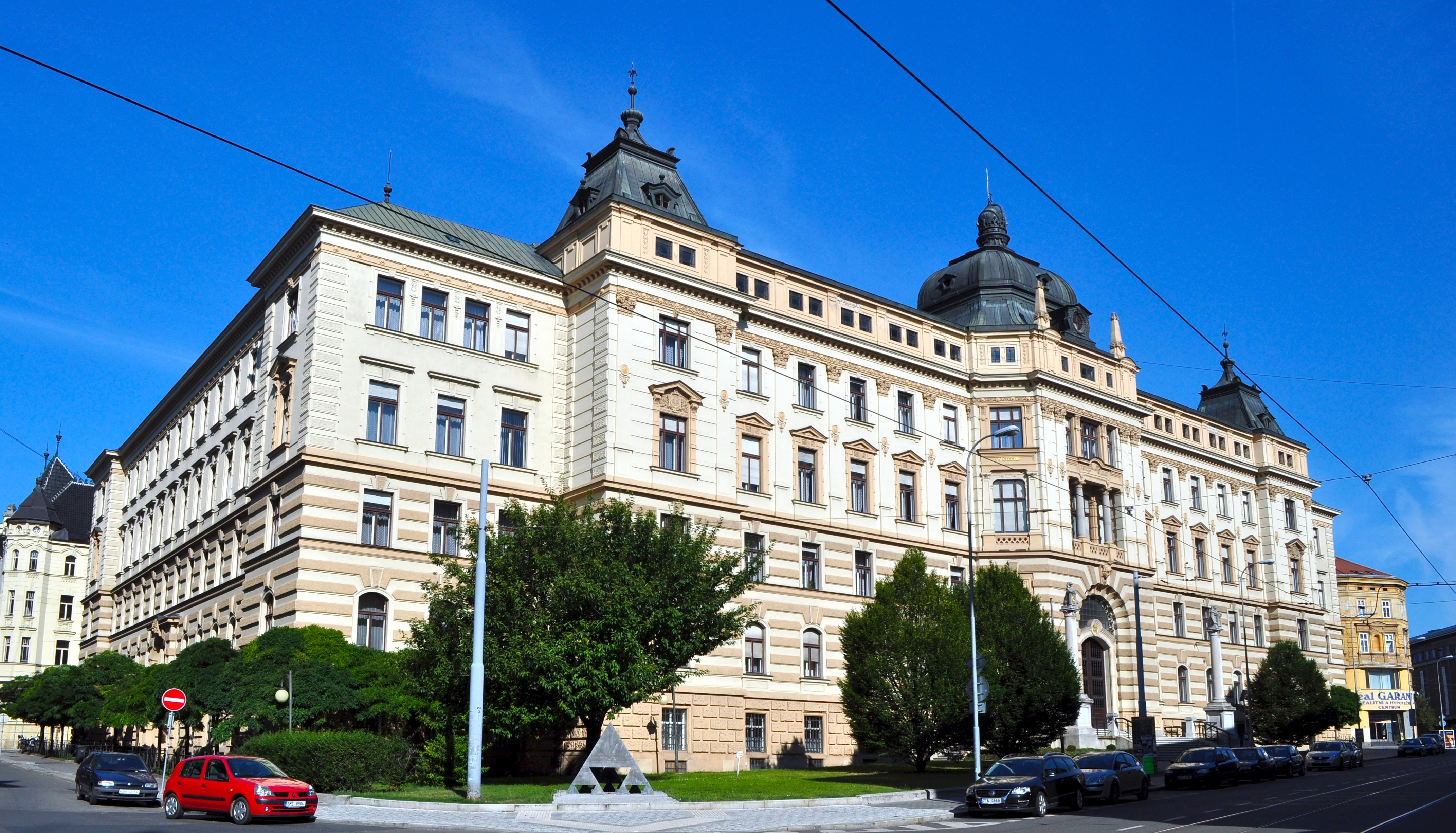
El Palacio de Justicia, sede de la corte regional
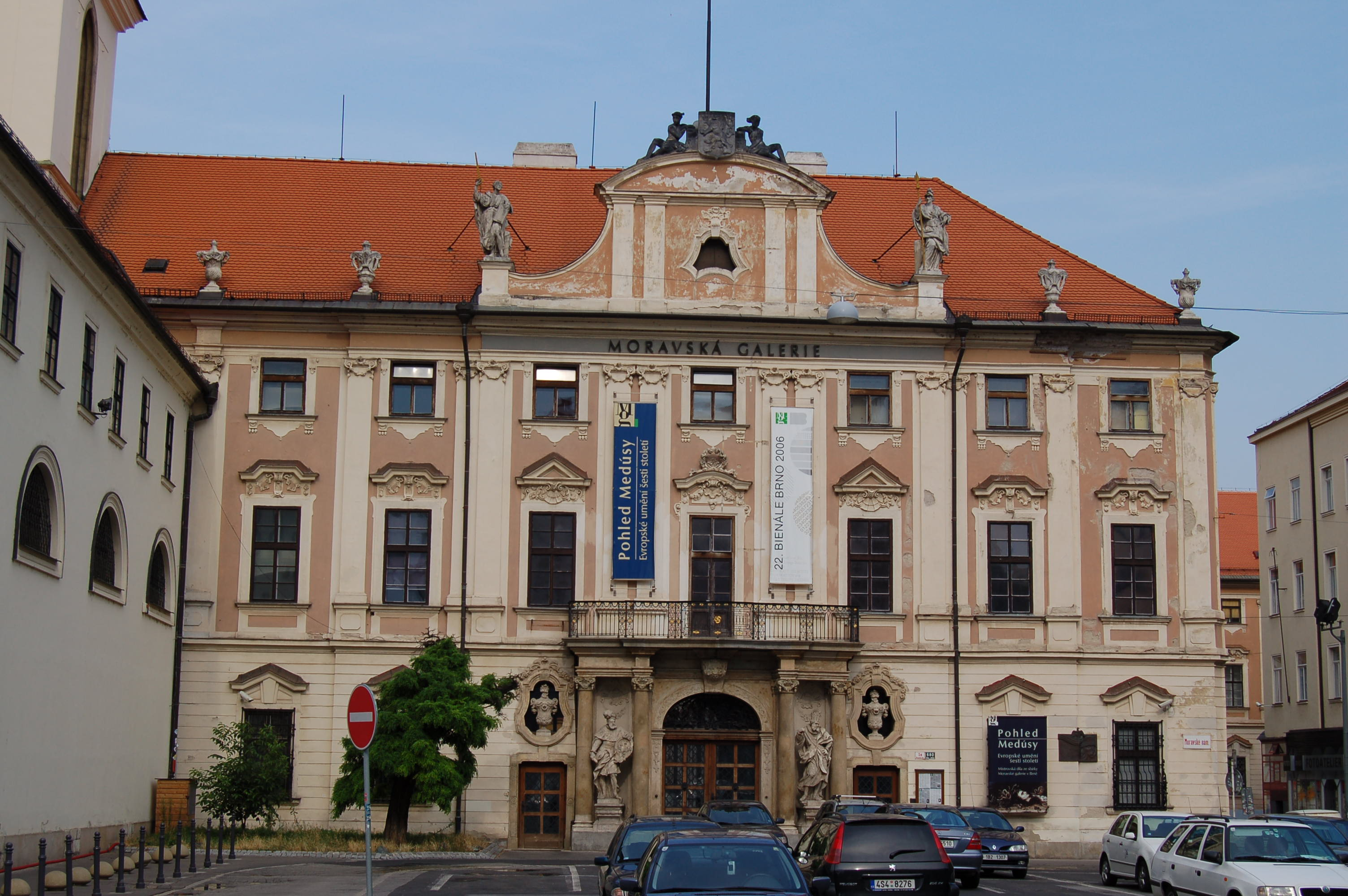
Palacio del Gobernador, una de las sedes de la Galería Morava en Brno.
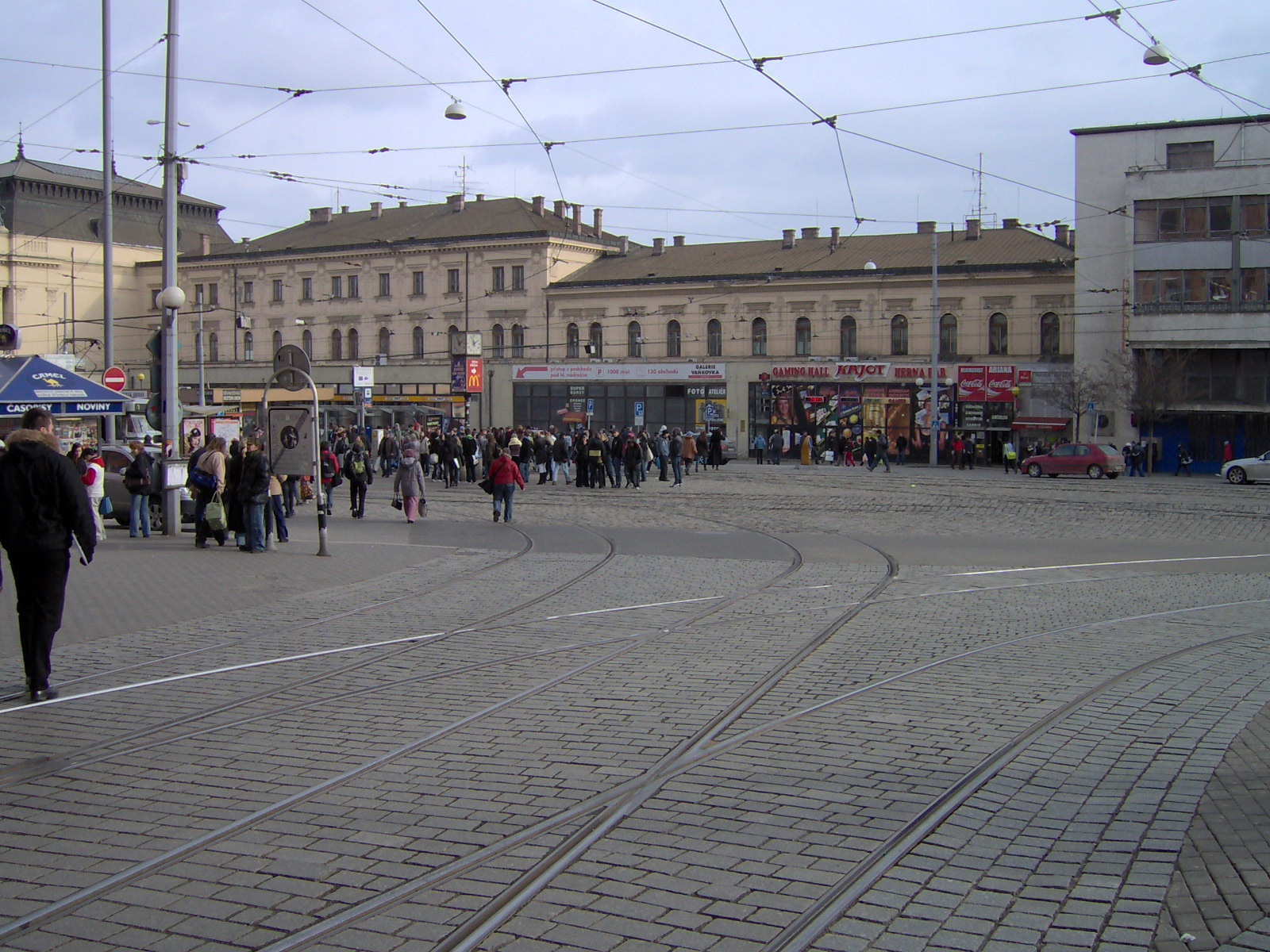
Calle Masaryk y Calle Nádražní.
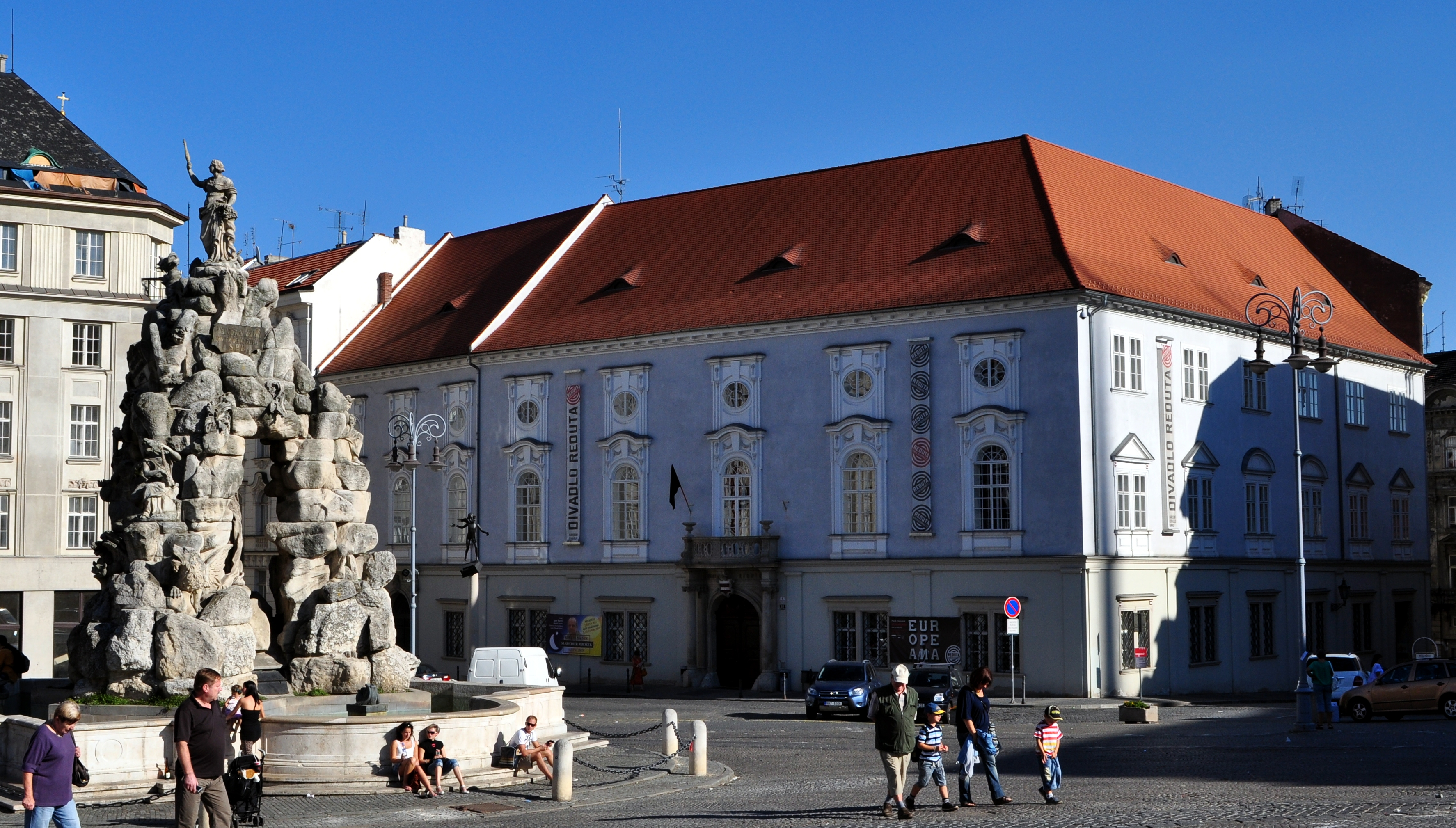
Teatro Reduta